# Daisy (Werbung)
Daisy, auch Daisy Girl oder Peace, Little Girl, war eine kontroverse politische Werbung, die zur Präsidentschaftswahl in den Vereinigten Staaten 1964 im Rahmen der Kampagne von Lyndon B. Johnson im Fernsehen ausgestrahlt wurde. Obwohl sie offiziell nur einmal ausgestrahlt wurde, wird sie als wichtiger Faktor für den deutlichen Sieg Johnsons über seinen republikanischen Herausforderer Barry Goldwater und als Wendepunkt in der Geschichte der amerikanischen Politik und der Werbung betrachtet.

## Zusammenfassung
Die rund eine Minute lange Werbung beginnt mit einem kleinen Mädchen (der dreijährigen Monique M. Corzilius) auf einer Wiese mit zwitschernden Vögeln, das die Blütenblätter von einem Gänseblümchen pflückt und dabei zählt – dabei wiederholt sie manche Zahlen und zählt in der falschen Reihenfolge. Als sie die „neun“ erreicht, macht sie eine Pause, als müsste sie sich an die nächste Zahl erinnern. Man hört, wie eine männliche Stimme „zehn“ sagt und der Countdown zu einem Raketenstart beginnt. Als Reaktion auf den Countdown hebt das Mädchen seinen Kopf und blickt auf etwas außerhalb des Bildes, woraufhin das Bild einfriert. Als der Countdown weitergeht, wird auf das rechte Auge des Mädchens gezoomt, bis die Pupille das gesamte Bild ausfüllt. Das Bild wird schließlich schwarz, als der Countdown endet. Das Schwarz wird sofort durch einen hellen Blitz und das donnernde Geräusch einer Kernwaffenexplosion ersetzt, wobei Videomaterial einer Detonation verwendet wird, die der des Trinity-Tests von 1945 ähnelt. Dann wird die Pilzwolke und schließlich in einer verlangsamten Nahaufnahme die Inkandeszenz der Explosion gezeigt.
Ein Voiceover von Johnson ist über alle drei Teile der Nuklearexplosion hinweg zu hören, er sagt: „Das sind die Einsätze. Eine Welt schaffen, in der alle Kinder Gottes leben können, oder in die Dunkelheit gehen. Wir müssen uns entweder lieben oder wir müssen sterben.“ Am Ende des Voiceovers wird das Bildmaterial der Explosion durch weiße Buchstaben auf schwarzem Grund ersetzt und die Wörter werden von einem weiteren Voiceover (Sportreporter Chris Schenkel) vorgelesen: „Stimmen Sie am 3. November für Präsident Johnson.“ Er fügt hinzu: „Der Einsatz ist zu hoch, als dass Sie zu Hause bleiben könnten.“
Obwohl die Werbung als Negative Campaigning gegen Johnsons Kontrahenten Barry Goldwater aufgefasst wurde, wird dieser oder seine Partei in der Werbung nicht erwähnt.

## Hintergrund
Bei der Wahl 1964 warb der Republikaner Goldwater bei konservativen Wählern mit der Kürzung von Sozialprogrammen und einem aggressiven Militärprogramm. Goldwaters Kampagne schlug den Einsatz von Kernwaffen in Situationen vor, in denen andere ihn für unangemessen halten würden, was Johnson nutzen wollte. So benutzte Johnson Goldwaters Reden, um zu implizieren, dass er bereit sei, einen Atomkrieg zu führen, und zitierte Goldwater: „Mit einem Impuls könnten Sie einen Knopf drücken und 300 Millionen Menschen vor Sonnenuntergang auslöschen.“ Goldwater wiederum verteidigte sich, indem er Johnson beschuldigte, den Vorwurf indirekt erhoben zu haben, woraufhin die Medien das Thema übertrieben aufgebläht hätten. Während Johnson im Vietnamkrieg deeskalieren wollte, unterstützte Goldwater diesen und schlug – sofern nötig – die Nutzung von Kernwaffen vor.
Die Werbung wurde entwickelt, um diese Kontroverse zu nutzen. Es war nicht die einzige Werbung, die zu diesem Zeitpunkt entstand, jedoch diejenige, die am meisten in Erinnerung blieb. Eine mit dem Titel „Girl with Ice Cream Cone“ beschäftigte sich ebenfalls mit dem Risiko durch Atomwaffen. Eine weitere mit dem Titel „KKK for Goldwater“ stellte Goldwater als Rassisten dar, da Robert Creel, der Anführer des Ku-Klux-Klans in Alabama, ihn unterstützte, und auch in „Confessions of a Republican“ wurden die Verbindungen zum Ku-Klux-Klan erwähnt. Eine weitere erwähnenswerte Werbung aus Johnsons Kampagne, „Eastern Seaboard“, nahm auf Goldwaters Aussage „Manchmal denke ich, dass dieses Land besser dran wäre, wenn wir einfach die Ostküste absägen und sie auf See schwimmen lassen könnten“ Bezug. Bob Mann, Autor von Daisy Petals and Mushroom Clouds: LBJ, Barry Goldwater and the Ad That Changed American Politics, schrieb: „ohne den Spot 'Daisy Girl' könnte 'Eastern Seaboard' heute als die effektivste Präsidentschafts-Angriffswerbung angesehen werden.“

## Produktion
Die Werbung entstand durch eine Partnerschaft der Werbeagentur Doyle Dane Bernbach (DDB) und des Sounddesigners Tony Schwartz. Das DDB-Team bestand aus Art Director Sid Myers, Produzent Aaron Ehrlich und den Textern Stanley R. Lee und Gene Case. Die Idee, dass zunächst ein Kind zählt und dann die Überleitung in einen Countdown folgt, der schließlich in eine nukleare Explosion mündet, stammte von Schwartz; er hatte sie bereits zwei Jahre zuvor für eine Anti-Atomkraft-Ankündigung der Vereinten Nationen genutzt. Casting und Dreharbeiten fanden ohne Schwartz statt. Der Credit für die visuellen Elemente der Werbung ist umstritten und wird sowohl von Schwartz als auch von DDB beansprucht.

## Ausstrahlung und Einfluss
„Daisy“ wurde nur einmal ausgestrahlt, dies am 7. September 1964 in einer Werbepause des Films David und Bathseba auf NBC. Johnsons Kampagne wurde weithin kritisiert, da er die Aussicht auf einen Atomkrieg und die Unterstellung, dass Goldwater einen beginnen werde, genutzt habe, um die Wähler zu verängstigen. Senator Thruston Ballard Morton gab am 16. September vor dem Senat an, dass das Democratic National Committee im Fernsehen „panikmachende Lügen“ verbreitete und Präsident Johnson dafür Verantwortung übernehmen müsse. Er fügte hinzu, dass die Werbung „Kinder erschrecke, um ihre Eltern unter Druck zu setzen.“ Die Werbung wurde sofort zurückgezogen, war jedoch bereits Thema der nächtlichen Nachrichten und wurde in unterschiedlichen Sendungen besprochen. Jack Valenti, der Johnsons persönlicher Referent war, gab später an, dass das Zurückziehen der Werbung ein kalkulierter Zug gewesen sei, und argumentierte, dass „es eine gewisse Tapferkeit seitens der Johnson-Kampagne zeigte, die Anzeige zurückzuziehen.“ Johnsons Zitat „Wir müssen uns entweder lieben oder wir müssen sterben“ stammte aus W. H. Audens Gedicht „September 1, 1939“. Dort heißt es in Zeile 88: „Wir müssen uns lieben oder sterben.“ Die Wörter „Kinder“ und „die Dunkelheit“ finden sich ebenfalls in Audens Gedicht.
Johnsons Mehrheit bei der Wahl 1964 war die größte seit James Monroes Wiederwahl 1820, bei der es praktisch keinen Gegenkandidaten gab.
Viele politische Kampagnen weisen Ähnlichkeiten zu dieser Werbung auf. So nutzte Walter Mondale 1984 Werbung mit ähnlichen Themen wie in „Daisy“. Mondales Werbungen schnitten zwischen Bildern von Kindern und Bildern von Raketen und nuklearen Explosionen hin und her, dabei lief das Lied Teach Your Children von Crosby, Stills and Nash. 1996 nutzte Bob Dole einen kurzen Ausschnitt von „Daisy“ in seiner Werbung „The Threat“. Für die Parlamentswahl in Australien 2007 drehten die Australian Greens eine neue Version von „Daisy“, wobei das Mädchen in dieser Version Hannah Byrne heißt. Eine weitere Neuauflage erstand 2010 für das American Values Network und sollte Wähler dazu bringen, ihre Senatoren dazu aufzufordern, das New-START-Programm zu ratifizieren. 2016 engagierte Hillary Clinton das Daisy-Mädchen, um an einer Fortsetzung der Werbung im Rahmen ihrer Kampagne gegen Donald Trump mitzuwirken.
Mit Birgitte Olsen behauptete eine andere Kinderdarstellerin jahrelang fälschlicherweise, dass sie das Mädchen in der Werbung dargestellt habe.

## Trivia
Das Video wird zu Beginn des Musikvideos zum Lied Sunset (Bird of Prey) von Fatboy Slim gezeigt. 